# L'ultimo testimone (film 1960)
L'ultimo testimone (Der letzte Zeuge) è un film del 1960 diretto da Wolfgang Staudte, presentato in concorso al Festival di Cannes 1961.

## Produzione
Il film fu prodotto dalla Kurt Ulrich Filmproduktion.

## Distribuzione
Distribuito dalla Europa-Filmverleih AG, il film uscì nelle sale della Germania Occidentale il 30 dicembre 1960.